# یورو یوری
یورو یوری (انگلیسی: YuruYuri، آسان شده به صورت یوری) یک مجموعه مانگای ژاپنی است که توسط ناموری نوشته و تصویرسازی شده‌است.